# Culture goréenne
Cet article possède des paronymes, voir Culture coréenne et Gorée.

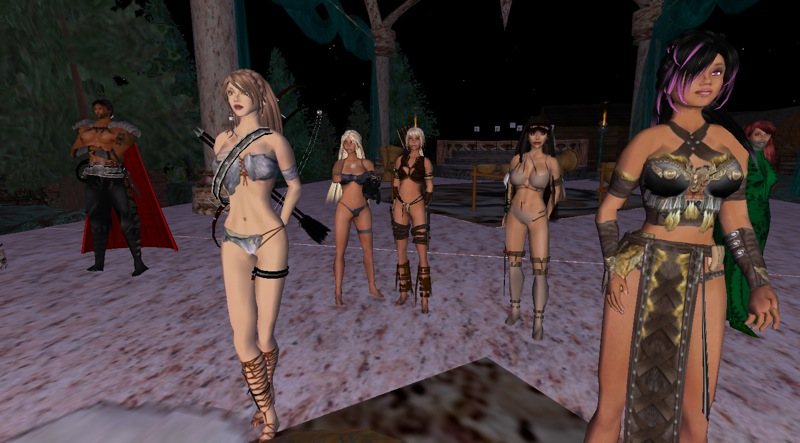
Second Life : Scène inspirée des romans de Gor, réunion de filles panthères dans la ville de Thentis

Dans son usage le plus général le mot Goréen désigne les éléments caractéristiques des romans de science-fiction de John Norman une saga de vingt-six volumes dont l’ensemble constitue les chroniques de Gor.
Dans ces romans, le mot « Goréen » est utilisé pour faire référence à une anti-terre de fiction, à ses habitants, aux coutumes de la société qu’ils constituent et à la langue qui est la plus largement parlée sur la planète, la lingua franca des régions habitées du monde connu de Gor (mais d'autres langues sont également parlées dans ce monde parallèle).
Appliquée à des personnes du monde réel, le mot Goréen, désigne un adepte de la philosophie professée par Norman dans ses écrits, en particulier quelqu'un qui a adopté un mode de vie basé sur ces préceptes. Bien que l’aspect le plus manifeste du système Goréen, et celui qui le distingue des normes modernes, est le fait que les Goréens autorisent et même encouragent  les relations de domination et de soumission sexuelle maître / esclave (BDSM), beaucoup de ceux qui prennent au sérieux le point de vue des Goréens sur le monde insistent sur le fait qu’être Goréen n'est pas avant tout adopter les coutumes des romans au sujet des pratiques sexuelles ou de l'esclavage, mais surtout d’adhérer à la philosophie générale Goréenne (de sorte qu’il ne serait pas indispensable d’avoir des relations sexuelles Maître / esclave ou de participer à un mode de vie incluant ces mœurs pour être Goréen). Une partie de cette philosophie s’inspire de l’ordre « naturel » de l’esclavage en Grèce antique pour définir les relations entre hommes et femmes, qui peuvent prendre ou non la forme d'une dynamique maître / esclave. Là où il existe une relation maître / esclave, le niveau jusqu’auquel les adeptes sont prêts à suivre les indications de la fiction de Norman varient suivant les cas.

Emblème des trois lunes de Gor

## Relations  avec le BDSM
Il existe un certain nombre de points communs entre le BDSM et le mode de vie goréen, mais il existe aussi des différences dans l'approche globale.
Certains Goréens pratiquent le BDSM (même si le BDSM n'est pas Goréen en lui-même). Ces Goréens peuvent ou non utiliser un safeword lorsqu’ils jouent des scènes BDSM, toutefois s’ils ne le font pas, ils pratiquent habituellement une autre forme de communication.
Notez que dans un de ses ouvrages non-romanesque, son manuel sexuel Imaginative Sex, Norman prend le parti de présenter une série de scénarios de fantasy élaborés pour être mis en œuvre (plutôt que de plaider en faveur d'un mode de vie BDSM pour le monde réel), et recommande l’usage de substituts symboliques (comme le son d’un clap) au lieu de châtiments physiques (tels que les coups de fouet). La plupart des scénarios sont de type domination masculine / soumission féminine, mais quelques-uns dépeignent des hommes devenu esclaves des femmes, et laissent entrevoir les premiers récits d'esclaves masculins de certains romans ultérieurs de la série goréenne.

## Identité goréenne
L’identité goréenne est fondée sur la maison, le travail, et l'ordre social. Les « trois piliers » de la société goréenne sont décrits comme "la pierre du foyer, le système des castes, et " l'ordre de la nature". Beaucoup de ceux qui ont étudié et adopté la morale goréenne, ne possèdent pas d'esclaves. L’adhésion à l’esclavage n'est pas obligatoire pour ceux qui aspirent à devenir Goréens.
La pierre du foyer est une roche qui peut être une pierre ordinaire ou même une grosse gemme précieuse, comme une topaze. Elle est de la taille d'un poing et est gravée d’une lettre qui est souvent l’emblème de la famille. La pierre du foyer représente la souveraineté, la marque du territoire. Même les paysans sont considérés comme souverains dans leur hutte, telle est la force de l'idéal de la pierre du foyer. Les villages et les villes ont également des pierres du foyer. La plupart des Goréens ne se mettraient jamais en travers du chemin d'un homme qui possède une telle pierre, en raison du respect qu’inspire l'idéal de la pierre du foyer, et de l'acharnement avec lequel elle serait défendue.
Les pierres du foyer sont placées au centre d'une hutte, d’un village ou d’une ville. Cette pierre est tenue pour sacrée par chaque ville, ainsi que par la loi, et elle se trouve toujours sous bonne garde. Toute louange ou insulte à l’encontre d’une pierre du foyer est considérée comme leur étant personnellement adressée par ceux qui vivent dans la ville qu’elle symbolise. Le vol d'une pierre du foyer est le crime le plus grave et, paradoxalement, la plus noble entreprise que tout guerrier pourrait entreprendre.
La maison est de première importance pour le Goréen, et cela vaut aussi bien pour les Cités-États des origines jusqu’aux résidences ou aux campements. « la maison d’un homme est son château » se traduit en langage de Gor par « Chaque homme est un Ubar dans le cercle de son épée. » (le Ubar est un chef de guerre, un général, qui prend le pouvoir à un moment de crise, et dont le pouvoir équivaut à celui d’un tyran jusqu'à ce que la crise soit résolue.)
Les Goréens vivants dans le monde réel, ceux qui appliquent les règles de la morale goréenne, ici sur Terre, gardent en très haute considération l'idéal de la pierre. La pierre du foyer telle qu’elle s’est matérialisée sur Terre, est considérée comme la souveraineté sur soi-même, ainsi que la bonne citoyenneté: les deux doivent être bien équilibrées, de sorte que ni l'individu ni la collectivité n’en souffre.
L’activité des Goréens  est déterminée par leur caste. Le système des castes, établit une identité goréenne aussi forte que la terre des ancêtres. En raison de l'éthique goréenne du travail et de la fierté de caste, toutes les castes sont par essence égales. Il existe peu de mobilité sociale en raison de cette fierté identitaire de caste, même les paysans respectent les codes de leur caste et croient fermement en leur supériorité sur toutes les autres castes. Mais en réalité quelques castes sont plus égales que les autres. Ceux des hautes castes qui comprennent les scribes, les guerriers, les médecins, les architectes et les initiés (hommes saints) ont un accès privilégié  à l'éducation et ont la perspective d’accéder au pouvoir. L'ordre social a été ensuite consolidé par décret : « Un homme qui refuse d'exercer la profession déterminée par sa caste ou prétend modifier son statut sans le consentement du Conseil des Hautes castes, se met de lui-même hors-la-loi ». Un Goréen considère le bien-être de sa caste comme supérieure au sien propre, mais en retour, la caste veille à son bien-être et organise la charité quand un membre de la caste est dans le besoin.
Dans la vie réelle, un moyen pour les Goréens d’appliquer la morale goréenne dans l’exercice de leur profession, est d'établir un code de bonne pratique et de le mettre en œuvre. Ceci combiné avec la recherche de l'excellence dans leur profession, est une transposition du système des castes décrit dans la saga de Gor.
Parmi ce que Norman considère comme l'ordre naturel, on trouve le fait que les hommes auraient une prédisposition à être dominant, et les femmes une prédisposition à se soumettre. Norman indique que les changements de société induits par l'industrialisation et le féminisme ont entraîné beaucoup de confusion et que les instincts humains ont été réprimés.

## Symboles
Les symboles Goréens distinctifs comprennent diverses représentations artistiques du symbole kef (Kef étant la première lettre de kajira dans la langue Goréenne), la marque florale « dina » et, dans une moindre mesure, les autres marques mentionnées dans les livres des chroniques de Gor de Norman.
Certains Goréens utilisent également des symboles ne provenant pas des livres de Norman, le plus répandu étant le caractère chinois signifiant « esclave » 奴(Unicode U5974), qui contient le caractère représentant la « femme » 女 dans sa moitié gauche et un ancien caractère signifiant « bras droit » dans sa moitié droite, et on peut donc lui donner l'interprétation « une femme sous la main du maître ». (Toutefois, la fonction principale du caractère « femme » 女 est ici techniquement celle d’un élément "phonétique" indiquant la prononciation, et le caractère composite 奴 ne se réfère pas toujours à une femme).

Une version du Kef, le motif le plus utilisé pour marquer les kajirae sur Gor
Une version de la marque dina, parfois appelée "la fleurs des esclaves "
Caractère chinois U5974 dans son ancienne version (en haut, montrant une femme à genoux et une main droite) et une version moderne (en bas)

## Contenu des romans
Dans les romans originaux, les Goréens sont tout simplement des humains qui vivent sur la planète Gor. Le scénario de l’histoire est basé sur le fait que de nombreux hommes ont été transportés sur Gor en provenance de la Terre, dans une époque ancienne et que le processus se poursuit à petite échelle dans les temps présents, principalement sous forme de capture sur la Terre de femmes destinées à être déportées sur Gor comme esclaves.
Dans les livres, bien que la plupart des esclaves vivants sur Gor soient de sexe féminin, la plupart des femmes sont en réalité libres. Le rapport était d’environ 40 femmes libres pour une fille esclave (bien que toutes les données concernant la démographie Goréenne donnée dans les différents romans de la saga de Gor ne sont pas entièrement compatibles entre elles et sont difficiles à concilier avec les références contenues dans les romans à  propos de l'abondance des esclaves femelles et du fait qu’elles soient disponibles à bon marché). Les esclaves masculins sont moins répandus que les femmes, et ce sont généralement des criminels, des voleurs ou des prisonniers de guerre. Les femmes esclaves sont appelés kajirae (singulier : kajira) et les hommes esclaves sont appelés kajiri (singulier : kajirus) dans la langue Goréenne.

## Dans l’actualité
Le jeudi 18 mai 2006, une maison de Darlington, dans le comté de Durham, au Royaume-Uni, a été perquisitionnée par la police qui avait reçu des plaintes signalant qu’une femme y était détenue contre sa volonté, mais un porte-parole a déclaré que cette femme était entrée dans la maison de son plein gré, et la police n'a trouvé aucune preuve d'activité criminelle. Lee Thompson, l'ex-gourou du  groupe esclavagiste « Kaotian », affirme que les Kaotians ne sont pas Goréens, mais qu’ils sont meilleurs que les Goréens.
En décembre 2008 Thompson a plaidé coupable face à l’accusation d’avoir « recruté une femme pour l’obliger à avoir des rapports sexuels sous la menace ou par l'intimidation » et a été condamné à 3 ans de prison. Il a plaidé coupable après avoir accepté un accord avec l’accusation et l'expression « sous la menace » n’a pas été retenue au procès,. 